# Преображај Хуана Ромера
„Преображај Хуана Ромера” (енгл. The Transition of Juan Romero) је приповетка америчког писца Хауарда Филипса Лавкрафта, написана 16. септембра 1919. и први пут објављена у часопису Marginalia 1944. године.

## Радња
Прича укључује рудник који открива веома дубок понор, превише дубок да би било какав звук дошао до дна. Ноћ након открића понора, приповедач и један од рудара, Мексиканац по имену Хуан Ромеро, заједно улазе у рудник, привучени против своје воље мистериозним ритмичним лупањем у земљи. Ромеро први стиже до понора и бив прогутан. Приповедач вири преко ивице, угледа нешто – „али Боже, не усуђујем се да вам кажем шта сам видео!” и губи свест. Следећег јутра, приповедач и покојни Ромеро налазе се у креветима. Други рудари се куну да те ноћи нико од њих није напустио своју кабину. И понор је нестао.

## Други детаљи
Ова прича је била лична илустративна вежба, намењена само Лавкрафтовом малом кругу дописника. Написана за мање од једног дана, требало је да брзо демонстрира шта би се могло урадити са пустињским окружењем које је коришћено у, како ју Лавкрафт назвао, „тупој пређи” приче (сада изгубљеној) 'Фила Мека' (проф. Филипа Бајода Макдоналда).
Чини се да је Лавкрафт одбацио причу на почетку своје књижевне каријере. За живота није дозволио да се објави у малој штампи, а не појављује се на већини колекција његових прича. Чини се да никоме није показао причу све док га, пред крај живота, Роберт Х. Барлоу није натерао да му пошаље рукопис како би могао да припреми куцани текст.
У причи се помиње Хуицилопохтли, мезоамеричко божанство повезано са људским жртвовањем, што указује да је преображај Хуана Ромера можда био повезан са ритуалом жртвовања.